# Małe Włochy
Małe Włochy (ang. Little Italy) – popularna nazwa enklaw etnicznych tworzonych głównie przez Włochów i osoby pochodzenia włoskiego, zazwyczaj w miastach i metropoliach Ameryki Północnej.

## ListaMałych Włoch
- Little Italy (Baltimore) w Maryland, USA
- Little Italy (Cleveland) w Ohio, USA
- Little Italy (Chicago) w Illinois, USA
- Little Italy (Hartford) w Connecticut, USA
- Little Italy (Manhattan) w Nowym Jorku, USA
- Little Italy (Montreal) w Quebecu, Kanada
- Little Italy (Ottawa) w Ontario, Kanada
- Little Italy (Paterson) w New Jersey, USA
- Little Italy (San Diego) w Kalifornii, USA
- Little Italy (Syracuse) w Nowym Jorku, USA
- Little Italy (St. Joseph) w Missouri, USA
- Little Italy (Toronto), Ontario, Kanada
- Little Italy (Vancouver) w Kolumbii Brytyjskiej, Kanada
- Little Italy (Winnipeg) w Manitobie, Kanada
- Little Italy (Citta)
- Little Italy w Bedford, Wielka Brytania
- Italian Quarter (Dublin) w Irlandii
- Little Italy (Omaha), USA
- Little Italy (Wilmington) w Delaware, USA
- Little Italy (Calgary), Kanada
- Little Italy (Edmonton) w Albercie, Kanada
- Little Italy (Eudora) w Kansas, USA

Niektóre włoskie dzielnice mające oficjalnie inne nazwy, zwane jednak Little Italy:
- North Beach, San Francisco, USA
- Città Italiana, włączając w to cały okręg Saint-Leonard, Quebec w Montrealu, Kanada
- Rivière-des-Prairies–Pointe-aux-Trembles, okręg Montrealu z dużą liczbą osób pochodzenia włoskiego, Kanada
- LaSalle, Quebec, inna, w znacznej mierze włoska część Montrealu, Kanada
- Belmont, Bronx, New York/Arthur Avenue (The Bronx), w Bronksie, w Nowym Jorku (dzielnica znana także jako Little Italy of the Bronx – Małe Włochy Bronksu), USA
- Seventh Avenue, Newark, New Jersey, znana jako „Seventh Avenue” (Siódma Aleja), USA
- The Italian Market (Philadelphia) (Rynek Włoski) i South Philadelphia – dzielnice w Filadelfii w Pensylwanii, USA
- The Hill, St. Louis, w Missouri, USA
- North End, Boston, USA
- Bloomfield (Pittsburgh), w Pensylwanii, USA
- Części Południowego Bronksu, USA
- Federal Hill, Providence w Rhode Island, USA
- Brier Hill, Youngstown, USA
- Norton Street, Sydney w Leichhardt, Sydney, Australia
- Clerkenwell, Londyn, Wielka Brytania
- Lygon Street w Carlton, Melbourne, Australia
- Independence, USA
- Wooster Square w New Haven, Connecticut, USA